# Tótem Pies Negros
El Tótem Pies Negros es un tótem ubicado en la Sierra de Enix, al sur de la provincia de Almería (España). Tallado en 2020 por el club "13 Runners Pies Negros", es un lugar de peregrinaje para senderistas y corredores y tiene un importante valor simbólico para los deportistas de la provincia.

## Descripción
Está ubicado al sur de la Sierra de Enix, a casi 500 m de altura y a unos 4 km de Aguadulce. Su único acceso es a pie, por el sendero que enlaza las antenas de aguadulce con Enix.
Fue tallado y colocado en 2020 por miembros del club "13 Runners Pies Negros", con el objetivo de crear un emblema para todos los deportistas de provincia. Tiene 3 metros de alto y pesa unos 300 kg. Es el más representativo y conocido de una serie de tótems distribuidos a lo largo de la provincia.
Se trata de un popular lugar de peregrinación para senderistas, corredores y deportistas en general, tanto por su ubicación como por su valor simbólico.